# Ayoub Amraoui
Ayoub Amraoui (La Seyne-sur-Mer, 14 maggio 2004) è un calciatore marocchino con cittadinanza francese, difensore dell'Al-Ahli Doha.

## Carriera

### Club
Cresciuto nel settore giovanile del Nizza, dopo due stagioni con la squadra riserve dei rossoneri ha esordito in prima squadra il 26 febbraio 2023, in occasione dell'incontro di Ligue 1 vinto 3-0 in trasferta contro il Monaco. Il 9 marzo successivo ha esordito anche nelle competizioni europee, giocando l'andata degli ottavi di finale di Conference League in casa dello Sheriff Tiraspol, dove ha segnato il gol dell'1-0 che ha deciso la sfida.

### Nazionale
Nel 2022 ha giocato una partita con la nazionale marocchina Under-20.
Nel marzo 2023 viene convocato per la prima volta dalla nazionale maggiore marocchina per le amichevoli contro Brasile e Perù, rimanendo tuttavia in panchina in entrambe le gare.

## Statistiche

### Presenze e reti nei club
Statistiche aggiornate al 30 giugno 2024.
| Stagione        | Squadra         | Campionato      | Campionato | Campionato | Coppe nazionali | Coppe nazionali | Coppe nazionali | Coppe continentali | Coppe continentali | Coppe continentali | Altre coppe | Altre coppe | Altre coppe | Totale | Totale |
| Stagione        | Squadra         | Comp            | Pres       | Reti       | Comp            | Pres            | Reti            | Comp               | Pres               | Reti               | Comp        | Pres        | Reti        | Pres   | Reti   |
| --------------- | --------------- | --------------- | ---------- | ---------- | --------------- | --------------- | --------------- | ------------------ | ------------------ | ------------------ | ----------- | ----------- | ----------- | ------ | ------ |
| 2021-2022       | Nizza 2         | N3              | 25         | 2          |                 | -               | -               |                    | -                  | -                  |             | -           | -           | 25     | 2      |
| 2022-2023       | Nizza 2         | N3              | 15         | 0          |                 | -               | -               |                    | -                  | -                  |             | -           | -           | 15     | 0      |
| Totale Nizza 2  | Totale Nizza 2  | Totale Nizza 2  | 40         | 2          |                 | -               | -               |                    | -                  | -                  |             | -           | -           | 40     | 2      |
| 2022-2023       | Nizza           | L1              | 7          | 0          | CF              | -               | -               | UECL               | 3                  | 1                  |             | -           | -           | 10     | 1      |
| 2023-gen.2024   | Nizza           | L1              | 0          | 0          | CF              | 1               | 0               |                    | -                  | -                  |             | -           | -           | 1      | 0      |
| Totale Nizza    | Totale Nizza    | Totale Nizza    | 7          | 0          |                 | 1               | 0               |                    | 3                  | 1                  |             | -           | -           | 11     | 1      |
| gen.-giu. 2024  | Amiens          | L2              | 9          | 0          | CF              | -               | -               |                    | -                  | -                  |             | -           | -           | 9      | 0      |
| Totale carriera | Totale carriera | Totale carriera | 47         | 2          |                 | -               | -               |                    | 3                  | 1                  |             | -           | -           | 50     | 3      |